# イブ長チャレンジ
『イブ長チャレンジ』（いぶながちゃれんじ）は、NHK長崎放送局で放送されていた『NHKニュース』のローカルニュース番組。『イブニング長崎』の週末・祝日版として2022年4月9日より放送開始。
平日の『イブニング長崎』が2023年4月3日から『ぎゅっと!長崎』に改題リニューアルされるのに伴い、同月8日から『ぎゅぎゅっと!長崎』に改題される。

## 番組内容
- 長崎県のニュース
- チャレンジリポート
- 長崎県の気象情報
  - 18:53 - 18:55の東京からの全国の気象情報はネットしていない[2]。

## 放送時間
- 週末・祝日 18:45 - 18:59

## キャスター
- 金澤利夫 - 土曜キャスター
- 佐藤誠太 - 日曜キャスター

## 関連番組
- イブニング長崎 - 平日のニュース番組。